# The Beatles 1962–1966
The Beatles 1962–1966 (the Red Album) är ett samlingsalbum med The Beatles största låtar från 1962 till 1966. Det gavs ut 1973 tillsammans med samlingsskivan The Beatles 1967-1970 (the Blue Album).
Beatlarna deltog själva med att välja låtar, bilder och färger till albumen. Färgen röd är vald som en hyllning till ett av deras favoritfotbollslag. Bara låtar komponerade av Beatlarna är med på originalutgåvan av skivorna.
Omslaget visar på framsidan ett foto taget av Angus McBean på Beatlesmedlemmarna när de står i trapphuset i skivbolaget EMI:s högkvarter på Manchester Square i London på vårvintern 1963. (Ett annat foto från samma fotosession fanns på omslaget till gruppens första LP Please Please Me 1963.) På baksidan visas ett liknande foto taget på Beatlesmedlemmarna på exakt samma plats sex år senare.
Albumet fick en utökad och nymixad version den 10 november 2023.

## Låtlista

### LP-versionen
Låtarna skrivna av Lennon–McCartney, där inget annat namn anges

#### Sida 1
1. Love Me Do
2. Please Please Me
3. From Me to You
4. She Loves You
5. I Want to Hold Your Hand
6. All My Loving
7. Can't Buy Me Love

#### Sida 2
1. A Hard Day's Night
2. And I Love Her
3. Eight Days A Week
4. I Feel Fine
5. Ticket To Ride
6. Yesterday

#### Sida 3
1. Help!
2. You've Got to Hide Your Love Away
3. We Can Work It Out
4. Day Tripper
5. Drive My Car
6. Norwegian Wood (This Bird Has Flown)

#### Sida 4
1. Nowhere Man
2. Michelle
3. In My Life
4. Girl
5. Paperback Writer
6. Eleanor Rigby
7. Yellow Submarine

Total speltid: 1:02:56

### Den utökade versionen
Låtarna skrivna av Lennon–McCartney, där inget annat namn anges

#### Skiva 1
1. Love Me Do
2. Please Please Me
3. I Saw Her Standing There
4. Twist and Shout (Medley-Russell)
5. From Me to You
6. She Loves You
7. I Want to Hold Your Hand
8. This Boy
9. All My Loving
10. Roll Over Beethoven (Berry)
11. You Really Got a Hold on Me (Robinson)
12. Can't Buy Me Love
13. You Can't Do That
14. A Hard Day's Night
15. And I Love Her
16. Eight Days A Week
17. I Feel Fine
18. Ticket To Ride
19. Yesterday

#### Skiva 2
1. Help!
2. You've Got to Hide Your Love Away
3. We Can Work It Out
4. Day Tripper
5. Drive My Car
6. Norwegian Wood (This Bird Has Flown)
7. Nowhere Man
8. Michelle
9. In My Life
10. If I Needed Someone (Harrison)
11. Girl
12. Paperback Writer
13. Eleanor Rigby
14. Yellow Submarine
15. Taxman (Harrison)
16. Got to Get You into My Life
17. I'm Only Sleeping
18. Here, There and Everywhere
19. Tomorrow Never Knows

Total speltid: 1:34:45

## Listplaceringar
| Lista (1973)   | Position            |
| -------------- | ------------------- |
| Australien     | 19 (Go Set)         |
| Danmark        | 14 (DR "Top 30")    |
| Finland        | 2                   |
| Frankrike      | 1                   |
| Japan          | 1 (Oricon)          |
| Kanada         | 4 (RPM)             |
| Norge          | 1 (VG-lista)        |
| Spanien        | 1                   |
| Storbritannien | 3 (UK Albums Chart) |
| Sverige        | 20 (Kvällstoppen)   |
| USA            | 3 (Billboard 200)   |
| Västtyskland   | 2                   |
| Österrike      | 1                   |